# Pilgrims

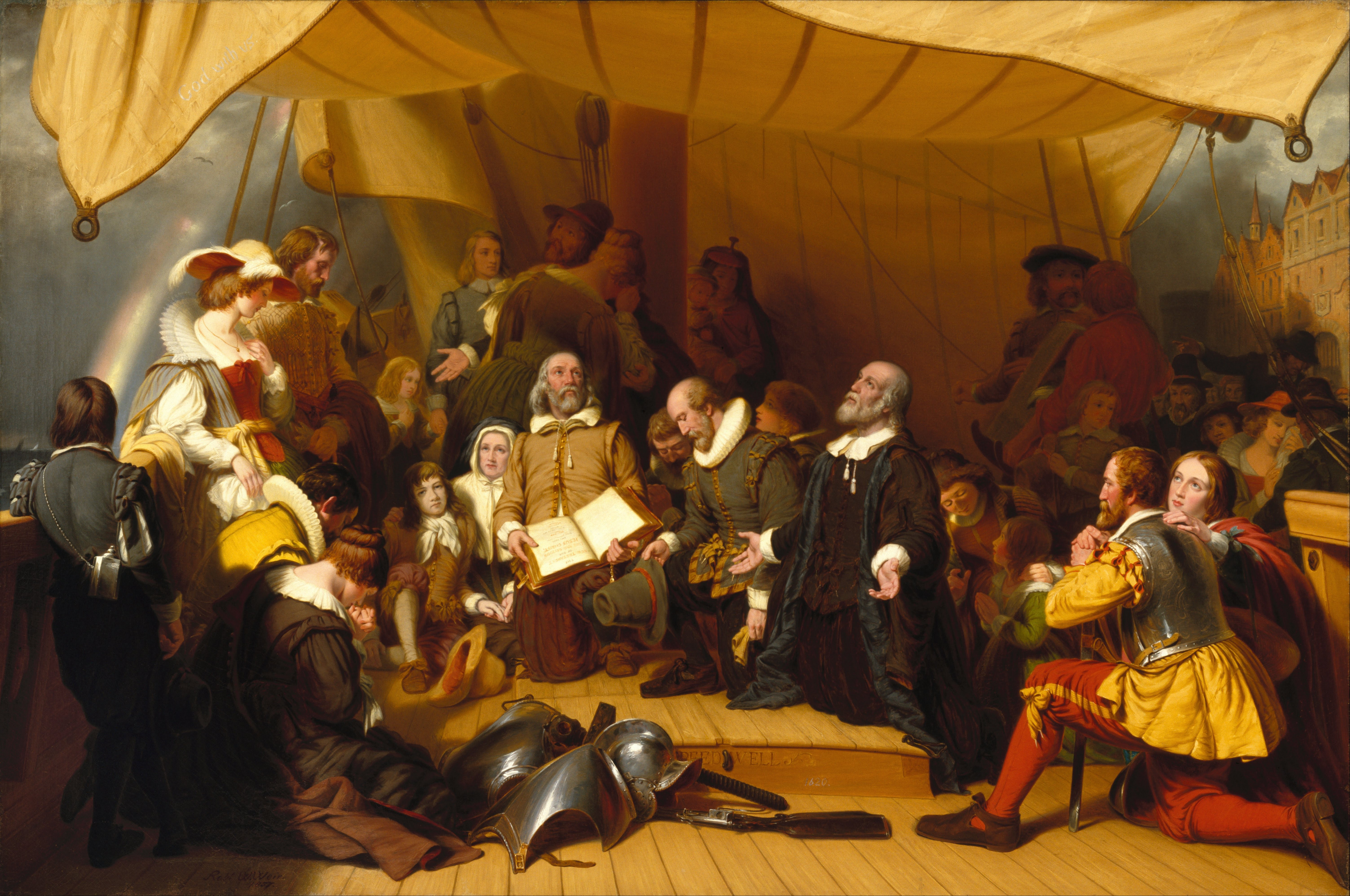
Bức tranh "The Embarkation of the Pilgrims" do danh hoạ người Mĩ Robert Walter Weir vẽ vào năm 1857, được đặt tại đại sảnh hình tròn ở điện Capitol Hoa Kỳ.

Pilgrims, hoặc gọi là Pilgrim Fathers, dịch nghĩa: di dân tiền bối tín đồ Thanh giáo, là người định cư châu Âu của thuộc địa Plymouth (nay là thị trấn Plymouth, bang Massachusetts, Hoa Kỳ) trong thời kì đầu. Họ là tín đồ Thanh giáo của xứ Anh vượt qua Đại Tây Dương để đến Hoa Kỳ trên con tàu mang số hiệu Mayflower do lo sợ bị James VI và I - vua của vương quốc Anh và Scotland, đàn áp tôn giáo.
Nhà lãnh đạo Pilgrims đến từ hội chúng tôn giáo của tín đồ phi quốc giáo Anh Quốc tông phái Browne. Họ chạy thoát môi trường chính trị rối ren bất ổn của xứ Anh, đã chọn lựa cuộc sống Hà Lan ở khu vực Nederland tương đối yên ổn và bao dung vào thế kỉ XVI đến thế kỉ XVII. Pilgrims có duy trì tín ngưỡng tôn giáo chủ nghĩa Calvin, giống với tín đồ Thanh giáo, nhưng mà cái khác biệt với rất nhiều tín đồ Thanh giáo chính là, họ cho biết giáo hội của họ cần phải tách biệt, li khai khỏi giáo hội Anh. Được coi là một đoàn thể li khai, họ còn lo lắng rằng, nếu họ di dân đến Hà Lan, họ có thể đánh mất bản sắc văn hoá Anh của họ, cho nên họ để mặc các nhà đầu tư xứ Anh thiết lập một thuộc địa mới ở Bắc Mĩ. Thuộc địa Plymouth thành lập vào năm 1620, trở thành điểm định cư thành công thứ hai của người Anh ở Bắc Mĩ (thứ nhất là Jamestown ở bang Virginia thiết lập vào năm 1607). Cùng lúc tìm kiếm tự do tôn giáo cho đội nhóm của họ, Pilgrims biểu hiện thái độ không khoan dung đối với các tín ngưỡng khác. Những câu chuyện truyền miệng về họ trở thành chủ đề trung tâm của lịch sử và văn hoá Hoa Kỳ.

## Bối cảnh lịch sử

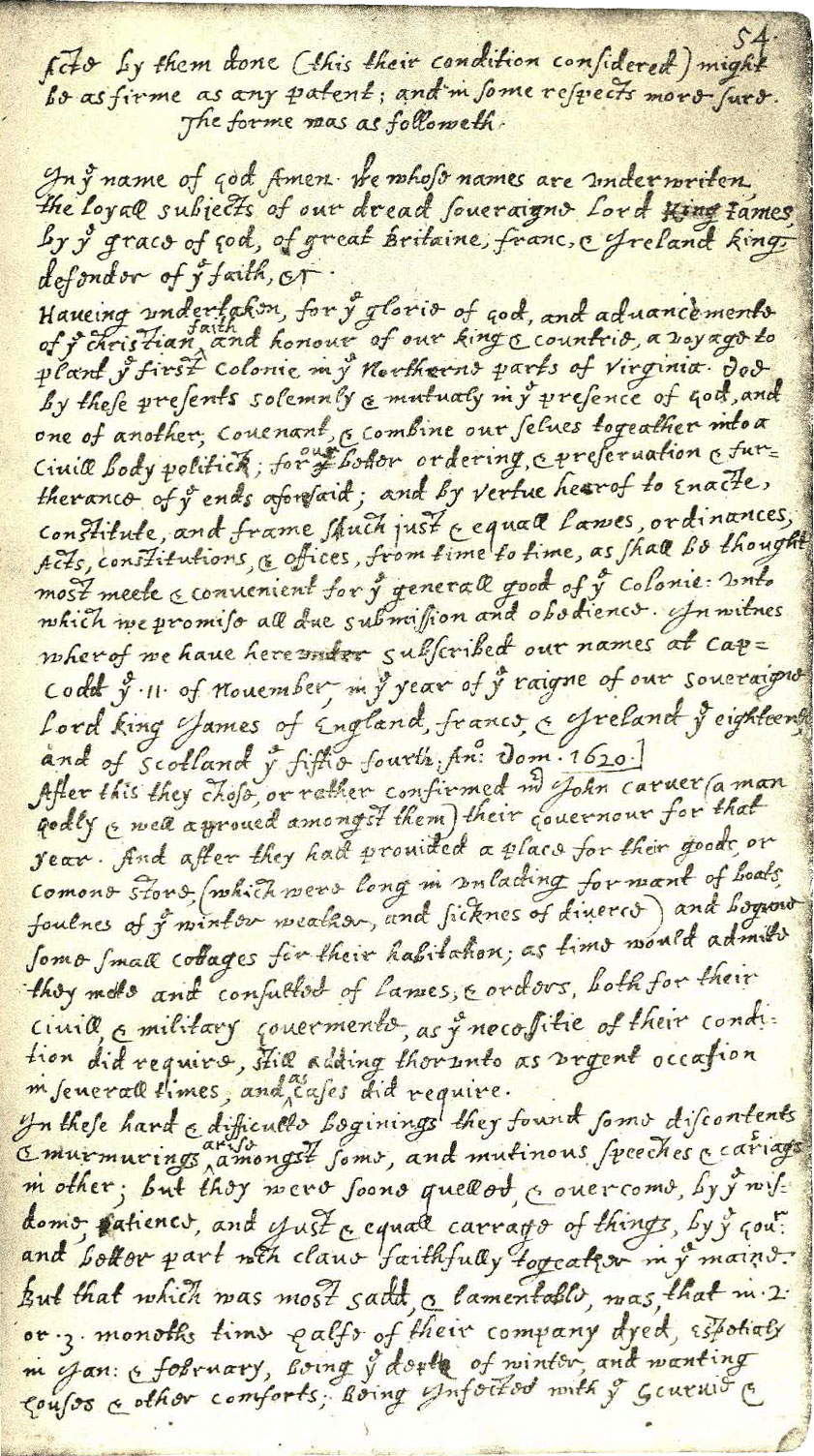
"Công ước Mayflower", bản chép tay.

Vào thế kỉ XVI, nữ hoàng Elizabeth I đã thành lập giáo hội Anh, nhưng vào thế kỉ XVII, tín đồ Thanh giáo chủ trương cải cách giáo hội đã gia tăng thế lực, đoàn thể tìm kiếm sự thoát li giáo hội được gọi là phe li khai, chịu sự đàn áp tôn giáo của quân chủ Anh.
Để đạt được mục tiêu này, 102 người bao gồm tín đồ Thanh giáo tìm kiếm tự do tôn giáo, đã lên tàu mang số hiệu Mayflower tiến đến Hoa Kỳ. "Công ước Mayflower" viết trên tàu Mayflower dựa vào thuyết khế ước xã hội mà làm ra. Pilgrims đến lục địa Bắc Mĩ vào tháng 11 năm 1620, nhằm mục đích xây dựng một xã hội lí tưởng cho tín đồ Kitô giáo.
Địa điểm đổ bộ của họ là khu vực mang tên "New Plymouth" trong bản đồ do John Smith xuất bản vào năm 1614. Tình thế cấp bách vào thời kì đầu định cư, rau và lúa mì chở từ Anh sang không đủ thu hoạch, đến tháng 4 năm sau (năm 1621), khoảng một nửa số người chết vì bệnh tật. Vùng đất Pilgrims đặt chân đến là nơi sinh sống của người bản địa châu Mĩ Wampanoag, họ viện trợ đồ ăn và vật dụng cho Pilgrims. Tisquantum - người bản địa của bộ lạc Patuxet, biết tiếng Anh bởi vì ông từng được đưa đến Anh Quốc, đồng thời dạy Pilgrims cách săn bắn và trồng ngô.
Năm 1621 là mùa thu hoạch, để mừng tạ ơn, Pilgrims chiêu đãi người Wampanoag vì vụ mùa bội thu. Yến tiệc kéo dài ba ngày, nếu không đủ đồ ăn thì Massasoit - tù trường của người Wampanoag, yêu cầu bộ lạc mang thêm thức ăn. Yến tiệc này được cho là nguồn gốc của lễ Tạ ơn. New Plymouth cuối cùng trở thành thuộc địa đầu tiên ở New England đang phát triển.

## Xung đột với người bản địa châu Mĩ
Tuy nhiên, chẳng bao lâu sau, những người định cư da trắng bắt đầu mở rộng khu định cư của họ, đồng thời phát sinh xung đột với người bản địa châu Mĩ về ruộng đất và lương thực, cuộc chiến đấu bắt đầu từ đây.
Tù trưởng người Wampanoag Massasoit kí kết hiệp ước với Pilgrims để giữ gìn hoà bình và hữu nghị.
Pilgrims lần đầu tiên tiến vào lãnh thổ của bộ lạc Massachusett vào năm 1630. Bệnh đậu mùa do Pilgrims người da trắng mang đến đã giết chết phần lớn cư dân của bộ lạc Massachusett, họ có rất ít khả năng miễn dịch đối với bệnh đậu mùa.
Sau khi một người da trắng bị người Pequot giết chết, đột ngột phát sinh chiến tranh Pequot. Pilgrims yêu cầu dẫn độ nghi phạm nhưng người Pequot từ chối, họ đã tập kích thôn làng của người Pequot, đồng thời tiến hành tuyệt diệt chủng tộc.
Ngoài ra, mối quan hệ với người Wampanoag mà họ kí kết hiệp ước hoà bình chuyển hoá xấu kém. Metacomet - con trai Massasoit, bác bỏ hiệp ước bất bình đẳng do cha ông kí kết, người Wampanoag đã tấn công điểm định cư Plymouth của Pilgrims. Do đó bắt đầu cuộc tranh chấp ruộng đất mà người da trắng gọi là "chiến tranh Quốc vương Philip". Chiến tranh còn dính líu đến các bộ lạc chung quanh, đã gây ra thương vong nặng nề cho Pilgrims và người bản địa châu Mĩ trước khi kết thúc vào năm 1676.